# バリー・マーシャル
バリー・マーシャル（Barry James Marshall、1951年9月30日 - ）はオーストラリアの微生物学者。2005年ノーベル生理学・医学賞受賞。西オーストラリア大学教授である。
ストレスや辛い食べ物、胃酸の分泌過剰が原因と考えられてきた胃潰瘍の原因がヘリコバクター・ピロリであることを発見し、2005年に共同研究者のロビン・ウォレンと共にノーベル生理学・医学賞を受賞。現在も西オーストラリア大学分子生物学研究室でヘリコバクター・ピロリに関連する研究を続けている。

## 来歴
西オーストラリア州カルグーリー生まれ。4人兄弟の長男。父は溶接工、母は看護師。8歳のときにパースへ引越す。学業成績は最優秀でコモンウェルス高等教育奨学金を獲得し西オーストラリア大学メディカル・スクールへ進学。1974年に西オーストラリア大学で医学士と理学士の学位と医師資格を取得。
王立パース病院研修医時代（1977年～1984年）の1981年、胃炎の研究を行っていたロビン・ウォレンに出会う。二人は胃炎と関連ある螺旋菌について研究を始めた。1982年ヘリコバクター・ピロリの初期培養を行い、ヘリコバクター・ピロリが胃潰瘍や十二指腸潰瘍と関連がある仮説を立てた。しかし、強酸で満たされた胃の中ではどのような細菌も生存できないと想定されたため、この仮説は他の科学者や医師たちに冷笑された。1984年マーシャルは仮説を立証するためフリマントル病院で慢性胃潰瘍の患者から取り出したヘリコバクター・ピロリをシャーレで培養し自ら飲み込み10日後に胃潰瘍となった。内視鏡検査で胃炎を併発したことを確認しヘリコバクター・ピロリ菌が病変部位に存在することで「コッホの原則」を全て立証することに成功した。その後、ヘリコバクター・ピロリは2週間で居なくなり、病気は治療すること無しに自然に消失した。この研究によりヘリコバクター・ピロリ菌の存在が認知され、2005年のノーベル生理学・医学賞につながる。
王立パース病院消化器病学研究室・国立健康医療研究会議フェロー（1985年～1986年）、バージニア大学メディカル・スクール研究フェロー/教授（1986年～1994年）、王立協会フェロー(1999）バージニア大学メディカル・スクール内科学教室研究教授（1996年）、西オーストラリア大学医学部臨床教授（1997年）、西オーストラリア大学微生物教室臨床教授（1999年）、西オーストラリア大学国立健康医療研究会議上席主任フェロー（2003年）などに選出されている。

## 主な受賞歴
- 1994年 ウォーレン・アルパート財団賞（ロビン・ウォレンと共同受賞）
- 1995年 ラスカー・ドゥベーキー臨床医学研究賞、オーストラリア医師会医学賞（ロビン・ウォレンと共同受賞）
- 1996年 ガードナー国際賞
- 1997年 パウル・エールリヒ&ルートヴィヒ・ダルムシュテッター賞（ロビン・ウォレンと共同受賞）
- 1998年 ブキャナン・メダル（王立協会）、ハワード・フローリー誕生100周年記念メダル、ハイネケン賞
- 1999年 ベンジャミン・フランクリン・メダル
- 2001年 プリンス・マヒドール賞
- 2002年 慶應医学賞
- 2003年 オーストラリア100周年メダル
- 2005年 ノーベル生理学・医学賞

## 著書
- 「ノーベル賞受賞者が教える ノーベル賞をとる方法」（WAVE出版、2018年）